# Surma
|  | Per a altres significats, vegeu «Riu Barak». |

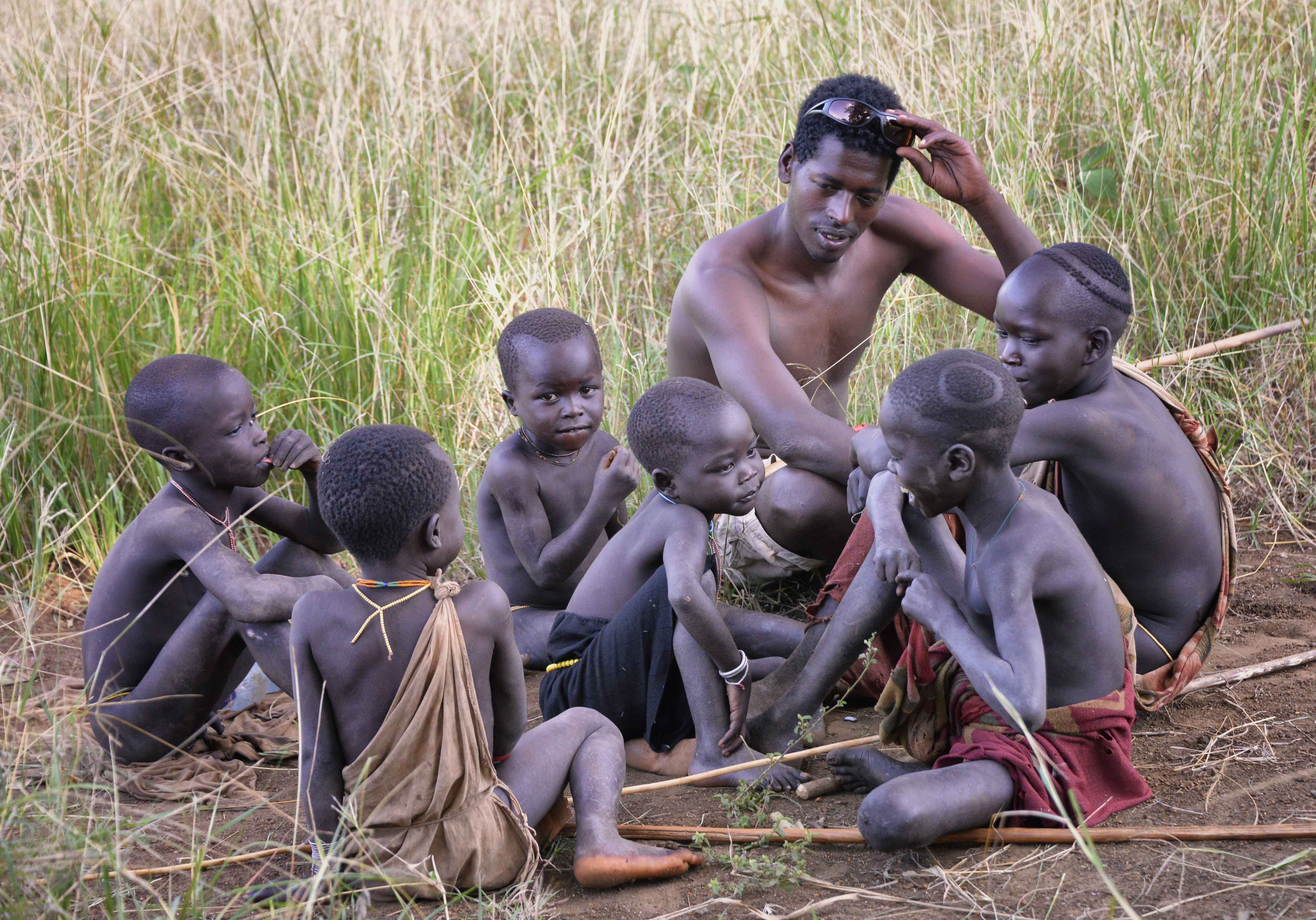
Tribu Surma a Kibish, vall del riu Omo, Etiòpia

Els surma, també coneguts com suris, són una ètnia seminòmada considerada com una de les tribus guerreres més agressives de la regió. Es calcula que actualment n'hi ha uns 45.000 que viuen principalment al sud-est d'Etiòpia i a una petita zona de Sudan del sud.

## Economia
La seva economia es basa en la ramaderia, tot i que, a la dècada dels 70, una epidèmia de carboncle va matar gairebé tots els seus ramats i els va obligar a treballar la terra, plantant principalment blat de moro i sorgo. Això no va fer modificar el seu sistema de valors i es continua considerant la vaca com a símbol de riquesa, noblesa i rang social.
El comerç d'or, relativament abundant a la zona, els va proporcionar els mitjans necessaris per poder reposar els seus ramats però també per poder comprar armes de foc. Aquest fet va provocar que els equilibris amb les tribus veïnes com els nyangatom o els dizi es trenquessin i la tensió tribal es disparés, i com a conseqüència va augmentar la inseguretat de la regió.
Encara avui els surma viuen aïllats a les muntanyes cobertes de boscs i sabanes on només és possible arribar a peu, travessant camins estrets ofegats per la vegetació; no hi ha carreteres, escoles ni hospitals. Tot i estar subjectes a l'autoritat de l'estat, els surma tenen una autonomia política de fet, no paguen impostos i s'administren de forma independent, i així viuen indiferents a la religió, autàrquics i sense un sistema de poder organitzat.
La inaccessibilitat de la vall de l'Omo amb les seves escarpades muntanyes i la climatologia tant extrema dels voltants, amb una temperatura mitjana de 33 graus centígrads a la estació seca fa que els surma hagin pogut conservar intactes els seus costums ancestrals.

## Organització social
El surma es divideixen en dos subgrups, els shai i els tirna. La societat surna està organitzada en clans que es basen en el principi de les classes d'edat. Els membres d'una mateixa família no estan obligats a viure junts, sinó que poden desplaçar-se on vulguin i escollir la residència més convenient. Tot i això, el clan es caracteritza per una forta solidaritat interna que es manifesta als moments de crisi i a les ocasions cerimonials. Unes normes precises estableixen l'ordre de les herències. Les pertinences del mort es divideixen en lots segons l'any de naixement dels fills, corresponent-li al més gran els millors animals i els objectes de més valor, començant pels fusells d'assalt. Els demés hereus s'hauran de conformar amb mosquetons vells i la resta de coses sense valor.
La gent gran és molt respectada i la seva opinió es pren amb molta consideració. A les reunions sempre tenen l'última paraula i sovint se'ls encomana l'organització dels rituals. Tot i això, les opinions no són vinculants, ja que la llibertat individual no es qüestiona mai, fins al punt que els surma no tenen caps tribals reconeguts. Els etnòlegs anomenen aquest tipus d'organisme social acèfal o segmentat, ja que no hi ha una estructura política centralitzada amb capacitat d'imposar la seva voluntat mitjançant la coerció.
La unitat bàsica del sistema és la família, constituïda per la dona i els seus fills. Els homes, habitualment polígams, desenvolupen fora de casa la major part de les seves activitats, com la defensa del territori, la cura dels ramats o la caça d'animals salvatges. Les dones s'encarreguen dels camps i de tot allò relacionat amb l'àmbit domèstic, així com del treball de les pells i la fabricació d'olles de fang que utilitzen després per cuinar, o les venen o intercanvien al mercat.

## Costums

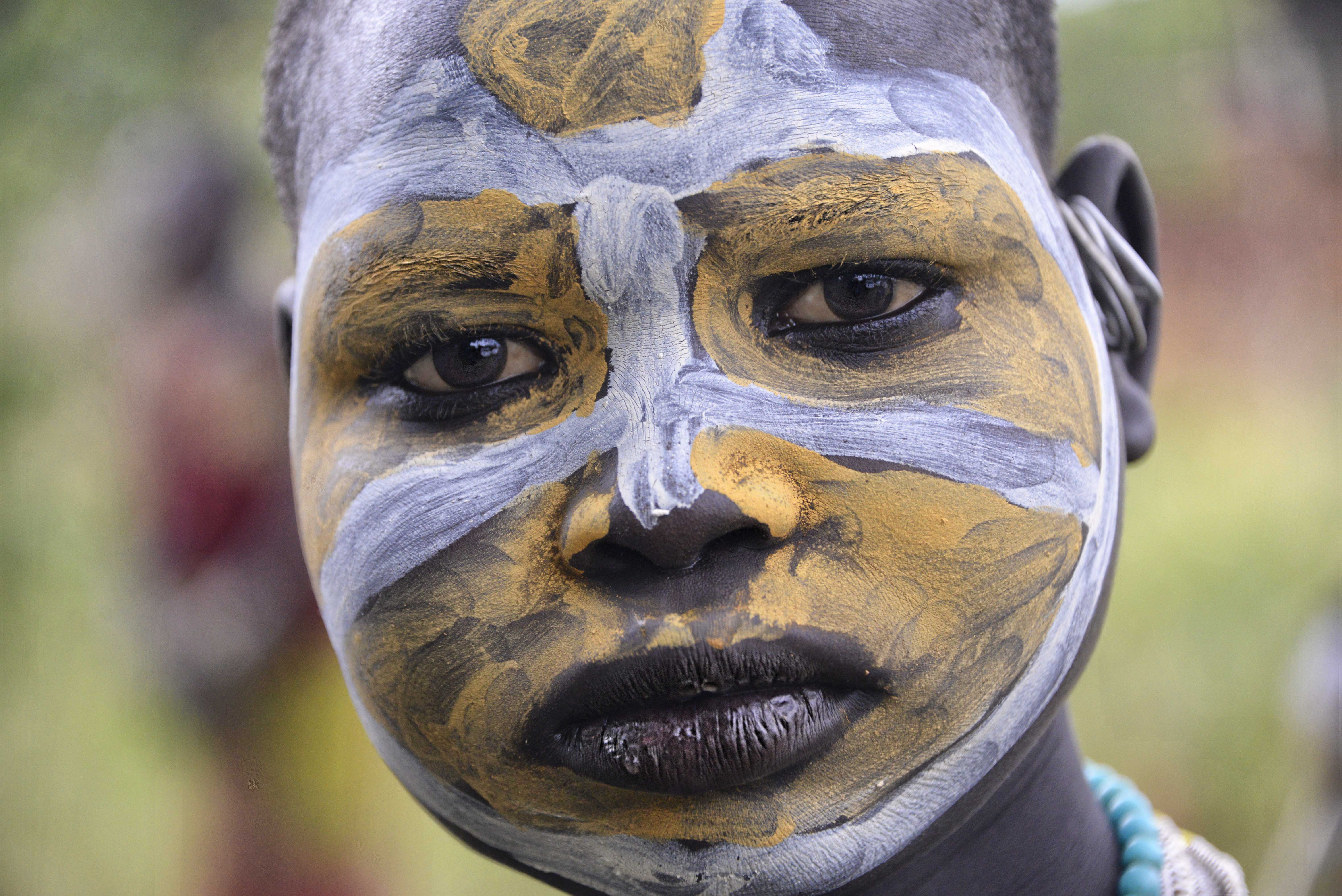
Noia Surma pintada, Kibish

La independència econòmica i la imprecisió de les imposicions morals els permeten certa llibertat; així, el sexe prematrimonial està molt estès i les mares alliçonen a les filles tot ensenyant-los mètodes per evitar els embarassos no desitjats. Així mateix, els surma valoren molt la bellesa física i tenen molta cura de la seva aparença, prenent una importància cabdal la pintura corporal.
Hi ha una celebració d'especial importància anomenada zigroo, a la qual participa tot el poblat, i que consisteix a fer un tall al llavi de totes les adolescents que servirà per, un cop curat, inserir el plat labial. Igual que entre els mursi, els plats labials, fets de fusta o terrissa i que poden tenir una mida considerable, formen part de l'aparell de seducció femení, juntament amb els collarets de vidre o els braçalets metàl·lics. Així mateix, en el cas dels homes, els elements distintius per atreure l'atenció femenina són la pintura corporal i els pentinats ornamentats fets amb una fulla metàl·lica molt esmolada anomenada melashi.
La celebració més important té lloc al final de l'estació de pluges, en què se celebra l'època de collita i on els homes es desafien en cruentes lluites a cops de bastó en una exhibició de força i virilitat anomenada donga. A les dones els correspon escollir amb qui es casaran, iniciant les famílies unes negociacions que poden durar mesos. Finalment les famílies fixaran la data pel matrimoni i l'import de la dot, com sempre en animals i fusells, segellant la unió amb cervesa, cants i balls.

### Donga
El donga reuneix a tot el poblat en una rotllana al centre de la qual es desenvolupen els combats a cops de bastó. Després de cada lluita, el guanyador és desafiat per un altre contrincant i així successivament, aturant-se de tant en tant a cantar.

## Creences
Els surma tenen un Déu suprem, anomenat Tumu, de qui depèn la pluja. No li dediquen precs ni cants i tampoc el poden conèixer després de la mort, ja que per ells la mort és el final de totes les coses. Si un home surma mor abans que la seva esposa, sa dona li corta el seu penis i el fica en una caixa durant dues setmanes. Després el mengen com respecte al difunt, i posteriorment sa dona es convirteix en l'home de la casa.